# Леон Серполле
Ле́он Серполле́ (фр. Léon Serpollet; 4 жовтня 1858, Кюло, Ен, Франція — 1 лютого 1907, Париж) — французький інженер, конструктор парових котлів, парових двигунів і транспортних засобів з паровими двигунами.
Серполле у 1902 року встановив новий рекорд швидкості на суші, досягнувши 120,8 км/год. Він це зробив використовуючи автомобіль з паровим двигуном своєї конструкції.

## Конструктор

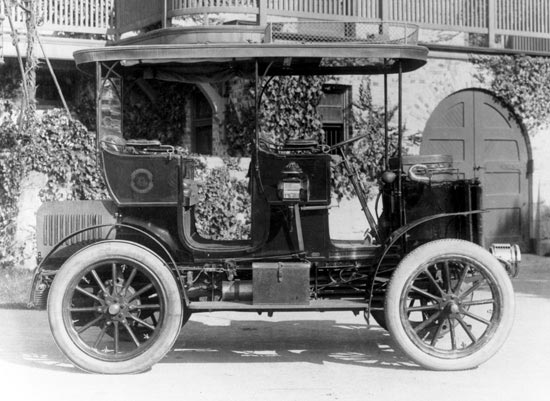
Автомобіль Серполле

Леон Серполле народився в Кюло у французькому департаменті Ен), у 1858 році в сім'ї тесляра Огюста Серполле. Разом зі своїм братом Анрі (1848—1915) він зайнявся сімейним бізнесом, виготовляючи дискові пили та деревообробне устаткування. Саме тоді, коли Анрі пробував вирішити проблему приводів обладнання у майстерні, той запропонував ідею генерування «миттєвої пари» (англ. flash steam), і 25 жовтня 1879 року було подано заявку на отримання патенту на винахід. Леон Серполле зробив свій внесок конструювання першого парогенератора прямого випаровування. Котел було виготовлено у тому ж році. Патент на цей пристрій отримано у 1881 році.

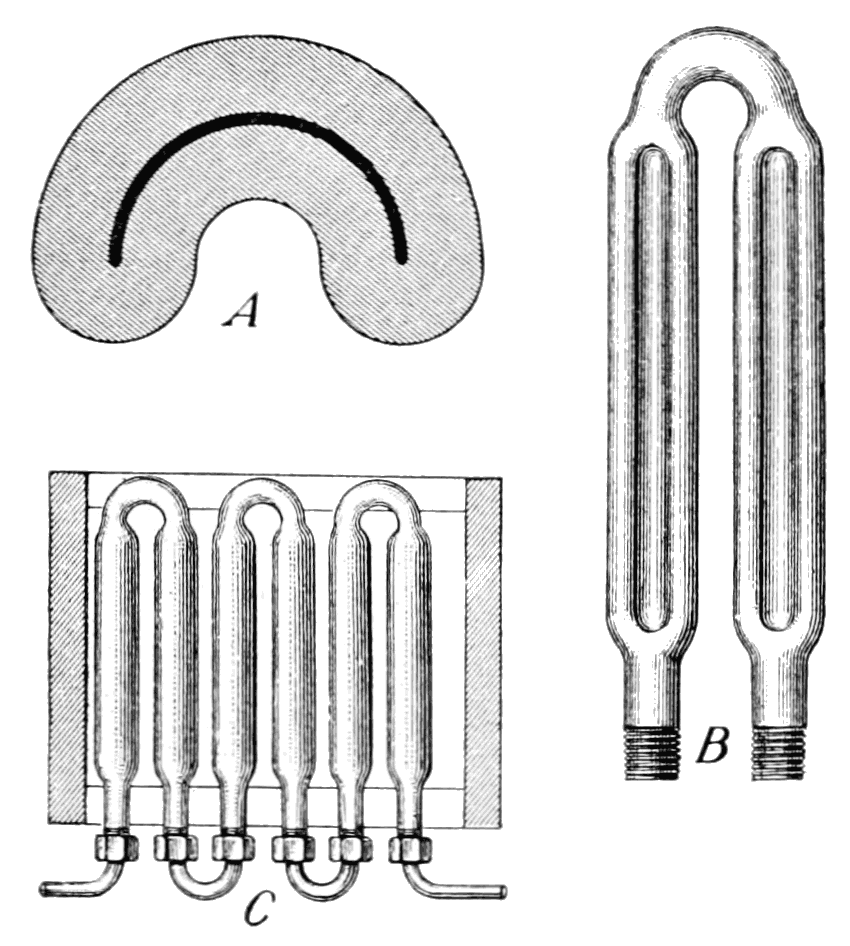
Схема парового котла «Serpollet». Привертає увагу товста стінка трубки, яка забезпечує запас теплоти

Незабаром Леон перебрався до Парижа, де працював теслею і вивчав інженерну справу в Національній консерваторії мистецтв і ремесел (CNAM). Вечорами працював над проектами нових конструкцій парових котлів та парогенераторів до них. В 1883 році держава передала патент у всезагальне використання, і Леону Серполле потрібна була нова основа для комерційного використання своїх ідей. До 1886 року Леон завершив розроблення і запатентував суттєво спрощену конструкцію парового котла.

## Підприємець

### «Société des Moteurs Serpollet Frères» (1886—1897)
Брати Серполле знайшли партнера в особі Ларсонно́ (фр. Larsonneau) — власника фабрики, який надав їм приміщення за адресою 27 Rue des Cloys на Монмартрі у 18 окрузі (це місце, тепер носить назву Парк Леона Серполле (фр. Parc Léon Serpollet)). Ларсонно був також головним інвестором «Société des Moteurs Serpollet Frères», компанії, яку брати заснували разом з ним у Парижі у 1886 році.
Леон продовжив переглядати та удосконалювати конструкцію парового котла миттєвого випаровування, заміною плоских пластин трубами, що привело до отримання нових патентів (наприклад, CH1038 1889, CH7958 1894, CH12280 1896). Інженерні таланти Леона були зауважені Арманом Пежо, який надав його фірмі фінансову підтримку.
Виготовлений ними триколісний велосипед з паровим двигуном (паровий автомобіль) «Serpollet» став одним з перших промислових автомобілів. Трицикл було оснащено мазутним котлом «Serpollet» і чотирипоршневим паровим двигуном з тарілчастими клапанами і картером, що було досить прогресивним для того часу технічним рішенням.
Ліцензія Леона Серполле на водіння дорогами загального користування, видана міською адміністрацією Парижа в липні 1888 року, вважається першим у світі водійським посвідченням. Відбулися подальші далекі подорожі; одна — сімейний візит в Кюло, а інша — у Велику Британію. У 1888 році брати розділились по бізнесу за взаємною згодою, так як Анрі мав намір повернутись до Кюло.
Чотири парових трицикли типу «Serpollet», виготовлені за ліцензією, були першими автомобілями, випущеними компанією «Брати і сини Пежо» та, які також увійшли в історію автомобілебудування як «Peugeot Type 1».

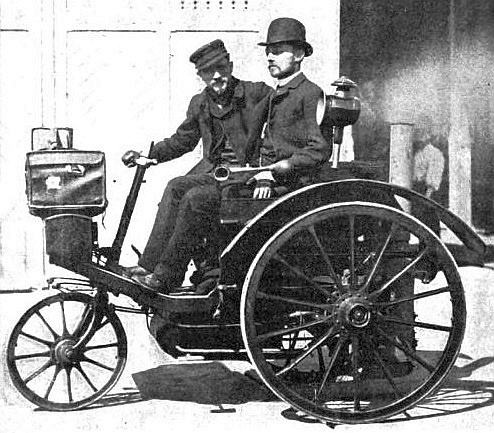
Леон Серполле і Ернест Аршдекон під час першої поїздки на трициклі за маршрутом Париж-Ліон (1890)

У січні 1890 року Леон Серполле у супровді свого друга, піонера авіації Ернеста Аршдекона (1863—1950), здійснив поїздку з Парижа до Ліона на одному з автомобілів «Peugeot», виготовлених по ліцензії, з метою відвідин виробничих підприємств. Важка зимова подорож, що переривалась численними поломками, ймовірно, стала першою в історії далекою поїздкою на автомобілі. Триста миль вони подолали за п'ятнадцять днів. Так описав цю поїздку супутник Серполле:
Виїхали з Парижа без пригод. Автомобіль гуркотів так, що коні, які траплялися нам на шляху від страху ставали на диби і починали важко хропіти. Це викликало у подорожуючих ще більше захоплення.

Як тільки ми перетнули межу міста, болти та інші приналежності нашого автомобіля стали буквально засипати путівець. У кожному селі Серполле виходив з автомобіля й шукав кузню, в якій переодягався та починав кувати ті деталі, які ми встигли втратити за час нашого чергового переїзду. У цьому ж селі охолоджувальний змійовик заповнювався водою, після чого ми їхали далі з вищою швидкістю, щоб надолужити згаяний час.
В 1890-х роках Леон Серполле використав паровий котел своєї конструкції у трамваях. У січні 1897 року він приймав делегацію з Абердина у своєму депо у Віллесдені (Лондон), де продемонстрував 4-місний фаетон та двоповерховий паровий трамвай на 50 осіб, що курсував випробувальним треком. У звіті 1897 року щодо паризької трамвайної системи вказувалось, що в експлуатації знаходилось 60 трамваїв типу «Serpollet» і ще 40 мали надійти протягом найближчих місяців.
Ключові характеристики парових котлів миттєвого випаровування пов'язані з тим, що в будь-який момент у котлі знаходиться дуже мало води, що прискорює запуск і мінімізує ризик вибуху а також забезпечує високий тиск і температуру пари, що сприяє зростанню теплового ККД, але ці характеристики були далекими від ідеальних для парових машин того часу. Крім того, для котлів миттєвого випаровування потрібна була складна система керування, яка б гарантувала, що кількість води, яка подається до котла, і тепла від пальника перебувають в оптимальному співвідношенні, а пара, яка генерується відповідає потребі двигуна. На доповнення до системи керування Серполле також мав розробити кращу конструкцію парового двигуна, для використання пари високого тиску, на основі тарілчастих клапанів, принцип роботи яких ускладнював можливість регулювання кількості пари, що подається в циліндр.
Численні патенти, отримані Серполле у різних країнах охоплюють винаходи, спрямовані на подолання цих труднощів (наприклад, CH12280 30 травня 1896 року, GB190005128 17 березня 1900 року, US680000 6 серпня 1901 року). Вирішення полягало у використанні конструкції зі змінною фазою газорозподілу, у якій розподільний вал переміщався уздовж своєї осі і таким способом, використовував змінний профіль кулачка, що керував рухом клапана, цей же пристрій також дозволяв робити реверс двигуна.

### Ґарднер-Серполле (1898—1905)

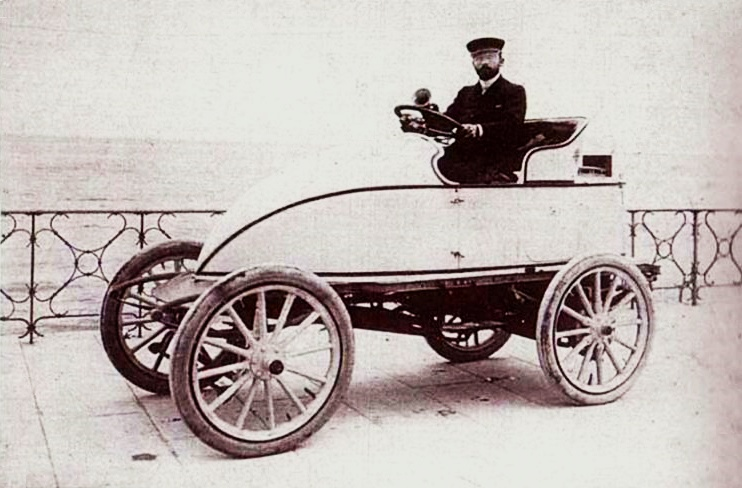
Леон Серполле 13 квітня 1902 року на автомобілі виробництва компанії «» під назвою «Великоднє яйце» на набережній Ніцци, де він встановив рекорд швидкості

У 1898 році Серполле уклав партнерство з американцем Френком Л. Ґарднером. На початку XX століття автомобілі Серполле були дуже популярними: вони продавалися у Великій Британії, Італії та Німеччині. Одним з покупців був принц Уельський (майбутній король Едуард VII), правитель Князівства Майсур Шах Персії Мозаффар ед-Дін-шах який нагородив Серполле Орденом Лева і сонця. В 1901—1902 роках машинами Серполле володіли і представники російської аристократії У 1900 році Серполле був удостоєний Ордену Почесного легіону.
На автомобілях своєї конструкції Серполле отримав декілька перемог у перегонах та встановив рекорд швидкості. У 1902 році на авто, що отримало назву «Великоднє яйце» (фр. L'oeuf des Pâques) Серполле встановив рекорд — 75,06 миль за годину. Компанія «Ґарднер-Серполле» також займалась конструюванням парових човнів і виставляла свою конструкцію на виставці пароплавів у Монако в 1904 році.
Бензиновий двигун все частіше став заміняти паровий, а ринок легкових автомобілів ставав усе насиченішим. Серполле переключився на парові вантажівки і автобуси. Фінансові проблеми в компанії привели до суперечки й відокремлення від Ґарднера, який продав свої акції Александру Дарраку в 1905 році.

### Даррак-Серполле (1906—1907)
У 1906 році було засновано компанію «Darracq-Serpollet» для виробництва парових омнібусів і великовантажних автомобілів з Леоном Серполле як одним з директорів. Згодом у 1906 році омнібус «Darracq-Serpollet» здійснив демонстраційний тур по Англії і Шотландії, де викликав великий інтерес і, як повідомлялося, проїхав 6 миль на галоні парафіну. В автобусах і вантажних автомобліях компанії «Darracq-Serpollet» використовувалась двоциліндрова версія запатентованої конструкції парового двигуна «Serpollet» подвійної дії.
На жаль, восени 1906 року у Леона Серполле проявились симптоми серйозної хвороби (рак горла), и він помер у лютому 1907 року, що суттєво вплинуло на бізнес, який того часу якраз перебазовувався із старих виробничих потужностей на нову фабрику.
Нове виробництво запрацювало до кінця 1907 року, й було виготовлено велику кількість автобусів, у тому числі для «Metropolitan Steam Omnibus Company», яка замовила 20 одиниць у 1907 році, а згодом, ще 63, і «National Steam Car Company». Також вироблялись автомобілі комерційного призначення, і у звіті про випробування автомобілів «Daracq-Serpollet» журнал «Commercial Motor» подав детальну інформацію про парогенератор, заявивши, що тиск пари 300 psi (2 МПа) був типовим, та його можна було б збільшити утричі, довівши парові труби до температури темно-червоного світіння.
«Darracq-Serpollet» не були виключно лише виробниками омнібусів. На комерційному автосалоні в Олімпії у 1908 році компанія представила нове шасі для легких фургонів з потужністю двигуна 12-15 к.с., шасі для автобусів або вантажівок потужністю 30-40 к.с., таке ж шасі, оснащене кузовом 3-тонного фургона (від виробника «Liversidge»), вантажівку з двигуном потужністю 30-40 к.с. з литими сталевими колесами, двоповерховий автобус «Metropolitan Steam Omnibus Company» потужністю 30-40 к.с. і 2-тонну вантажівку потужністю 20-25 к.с. з кузовом від «Bayleys Ltd».
Тим не менше, незважаючи на наявність позитивних відгуків про продукцію компанії «Darracq-Serpollet», її бізнес не був прибутковим і у 1910 році почав згортатись, а у 1912 році його було повністю закрито. Компанія «Metropolitan Steam Omnibus» припинила експлуатацію парових автобусів моделі «Darracq-Serpollet» 16 жовтня 1912 року, але багато з цих автобусів було продано і використовувались в інших місцях. Компанія «AH Creeth & Sons» з острова Вайт придбала свій перший паровий автобус «Darracq-Serpollet» у 1909 році, а потім докупила ще 3, котрі, як вважається, були останніми паровими автобусами «Darracq-Serpollet», які були в експлуатації, аж поки вони поступились місцем бензиновим у 1919 році.

## Автомобілі «Serpollet»

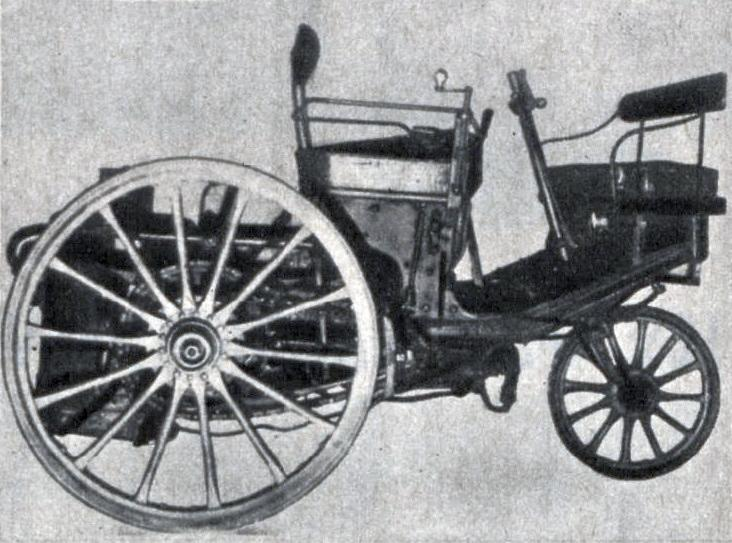
Паровий трицикл типу «фаетон» (1888).
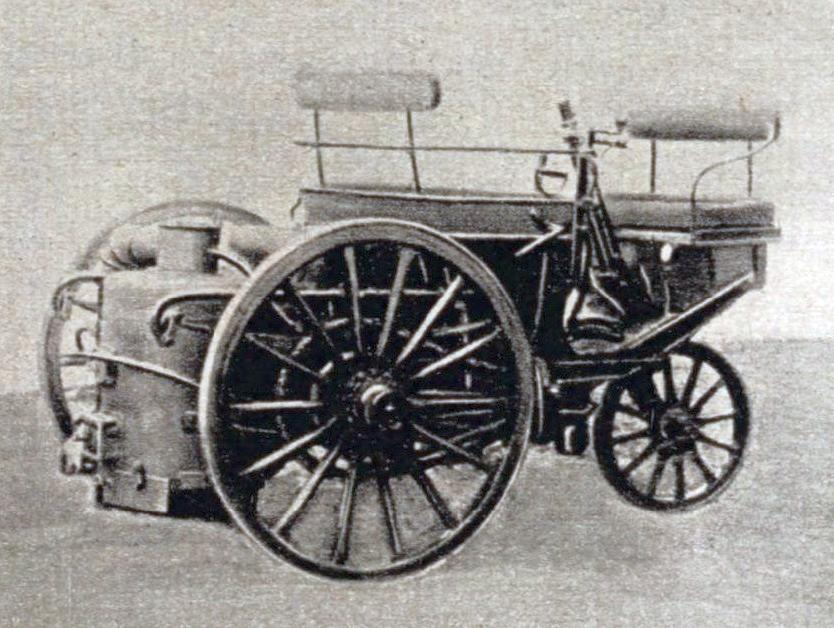
Те ж. Вигляд з іншого боку.
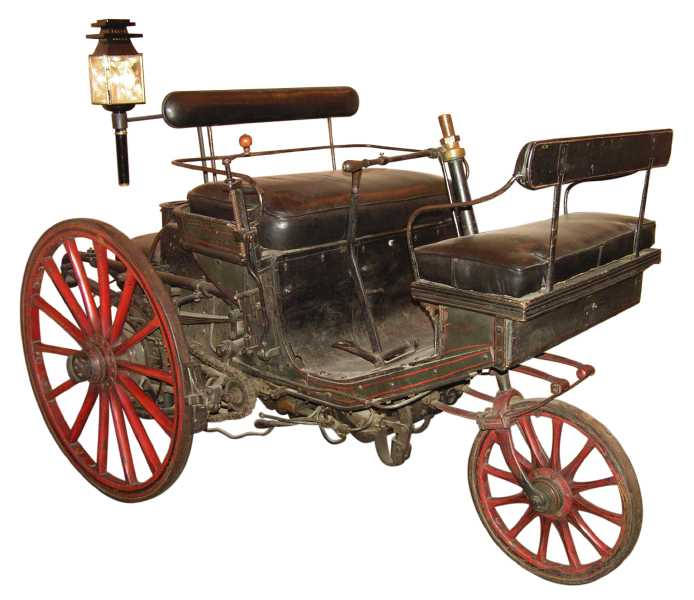
Та ж модель з ліхтарями для підсвічування.
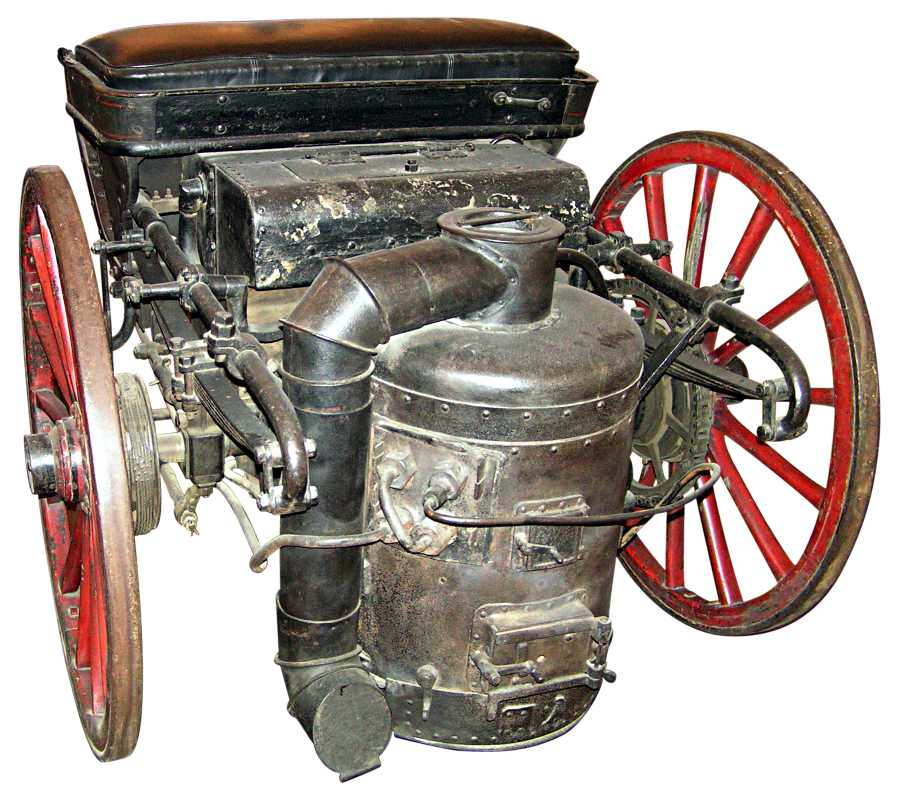
Вигляд трицикла з боку парового двигуна конструкції Серполле.

## Основні патенти
- CA patent 32766A, Leon Serpollet, "Apparatus for generating steam", published 1889-11-08
- CH patent 12280A, Leon Serpollet, "A new mechanism for auc cars and locomotives cars, equipped with boilers L. Serpollet system", published 1896-11-15
- US patent 636926A, Leon Serpollet, "Fluid-pressure engine", published 1899-11-14
- CH patent 20199A, Leon Serpollet, "Dispositif d'alimentation proportionnelle en eau et en combustible liquide des chaudières à vaporisation instantanée, chauffées par des brûleurs de liquides combustibles", published 1900-12-15
- US patent 664180A, Leon Serpollet, "Lubricating apparatus", published 1900-12-18
- US patent 666704A, Leon Serpollet, "Feeder for steam-generators", published 1901-01-29
- US patent 680000A, Leon Serpollet, "Valve-gear mechanism for single-acting engines", published 1901-08-06
- US patent 681746A, Leon Serpollet, "Tube-boiler", published 1901-09-03
- US patent 702491A, Leon Serpollet, "Automatic proportional feeding device", published 1902-06-17
- FR patent 363007A, Leon Serpollet, "Système de chauffage des générateurs de vapeur, etc., au moyen des combustibles liquides", published 1906-07-19